# (5689) Rhön
5689 Rhon (1991 RZ2) – planetoida z pasa głównego asteroid okrążająca Słońce w ciągu 4,58 lat w średniej odległości 2,76 j.a. Odkryta 9 września 1991 roku.